# 左高蹴
左 高蹴（ひだり ハイキック）は日本の男性声優。主にアダルトゲームに声をあてている。

## 出演作品

### ゲーム

#### 2007年
- 続・殺戮のジャンゴ -地獄の賞金首-（ウェルズ[1]）
- Dies irae -Also sprach Zarathustra-（トバルカイン、ゲッツ・フォン・ベルリッヒンゲン）
- 長靴をはいたデコ
- Purely 〜その狭い青空を見上げて〜（立夢竜）
- リリカル♪りりっく（柿崎剣一郎[2]）

#### 2008年
- リリカルDS（柿崎剣一郎）

#### 2009年
- 祝福のカンパネラ（ナーガン・メイクラフト、ゴーレム[3]）
- 蠅声の王 シナリオII（クリス[4]）
- Dies irae Also sprach Zarathustra -die Wiederkunft-（ゲッツ・フォン・ベルリッヒンゲン）
- Dies irae 〜Acta est　Fabula〜（ゲッツ・フォン・ベルリッヒンゲン[5]）

#### 2011年
- 神咒神威神楽（天魔・大獄[6]）
- CAFE SOURIRE（雪下和美[7]）

- Dies irae ～Acta est Fabula～ HD -Animation Anniversary-（ゲッツ・フォン・ベルリッヒンゲン）

#### 2019年
- 流星ワールドアクター（ハールソン）

#### 2021年
- 我が姫君に栄冠を（ピガロ・ベルナルド）[8]
- 流星ワールドアクター Badge & Dagger（ハールソン）